# Фаша
Фа̀ша (на италиански и на лигурски: Fascia) е село и община в Северна Италия, провинция Генуа, регион Лигурия. Разположено е на 1118 m надморска височина. Населението на общината е 102 души (към 2011 г.).
Административен център на общината е село Карпенето (Carpeneto).